# The Race
The Race (fr. La Course du Millénaire) – regaty dookoła świata bez zawijania do portu, które odbyły się na powitanie trzeciego tysiąclecia.

## Edycje The Race
Start do pierwszej edycji regat miał miejsce 31 grudnia 2000 roku w Barcelonie, a jego nagrodą były 2 mln dolarów. Meta zlokalizowana była w Marsylii. Inicjatorem (organizarorem) regat był Bruno Peyron, a głównymi organizatorami (sponsorami) paryski Disneyland oraz rząd Francji. W pierwszej edycji tych regat wystartowało 6 superkatamaranów.

### The Race 2000/2001
- Start: 31 grudnia 2000
- Uczestnicy:  7 jachtów, 5 ukończyło
- Meta: 3 marca 2001 (pierwszy na mecie)

| #   | Jacht               | Bandera | Skiper         | Czas                               |
| --- | ------------------- | ------- | -------------- | ---------------------------------- |
| 1   | Club Med            | NZL     | Grant Dalton   | 062d 06h 56m 33s                   |
| 2   | Innovation Explorer | FRA     | Loick Peyron   | 064d 22h 32m 38s                   |
| 3   | Team Adventure      | USA     | Cam Lewis      | 082d 20h 21m 02s                   |
| 4   | Warta-Polpharma     | POL     | Roman Paszke   | 099d 12h 31m 00s                   |
| 5   | Team Legato         | GBR     | Tony Bullimore | 104d 19h 08m 00s                   |
| DNF | Playstation         | USA     | Steve Fossett  | wycofał się                        |
| DNS | Team Philips        | GBR     | Pete Goss      | dwa miesiące przed startem zatonął |

### The Race 2004
W 2004 roku planowana była druga edycja regat The Race, które jednak nie odbyły się. Jedną z przyczyn rezygnacji z przeprowadzenia zawodów były konkurencyjne regaty o nazwie Oryx Quest, które zorganizowała Tracy Edwards.